# Alfred T. Lacey
Alfred T. Lacey (* 1821; † 1878) war ein US-amerikanischer Politiker. Zwischen 1873 und 1875 war er als Präsident des Staatssenats faktisch Vizegouverneur des Bundesstaates Tennessee, auch wenn dieses Amt formell erst 1951 eingeführt wurde.
Über Alfred Lacey gibt es so gut wie keine verwertbaren Quellen. Sicher ist: Er lebte zumindest zeitweise in Tennessee und war Mitglied der Demokratischen Partei. Im Jahr 1873 wurde er als Präsident des Staatssenats Stellvertreter von Gouverneur John C. Brown. Damit bekleidete er faktisch das Amt eines Vizegouverneurs. Dieses Amt war bzw. ist in den meisten anderen US-Bundesstaaten verfassungsmäßig verankert; in Tennessee ist das erst seit 1951 der Fall. Danach verliert sich seine Spur wieder.